# Treinstel

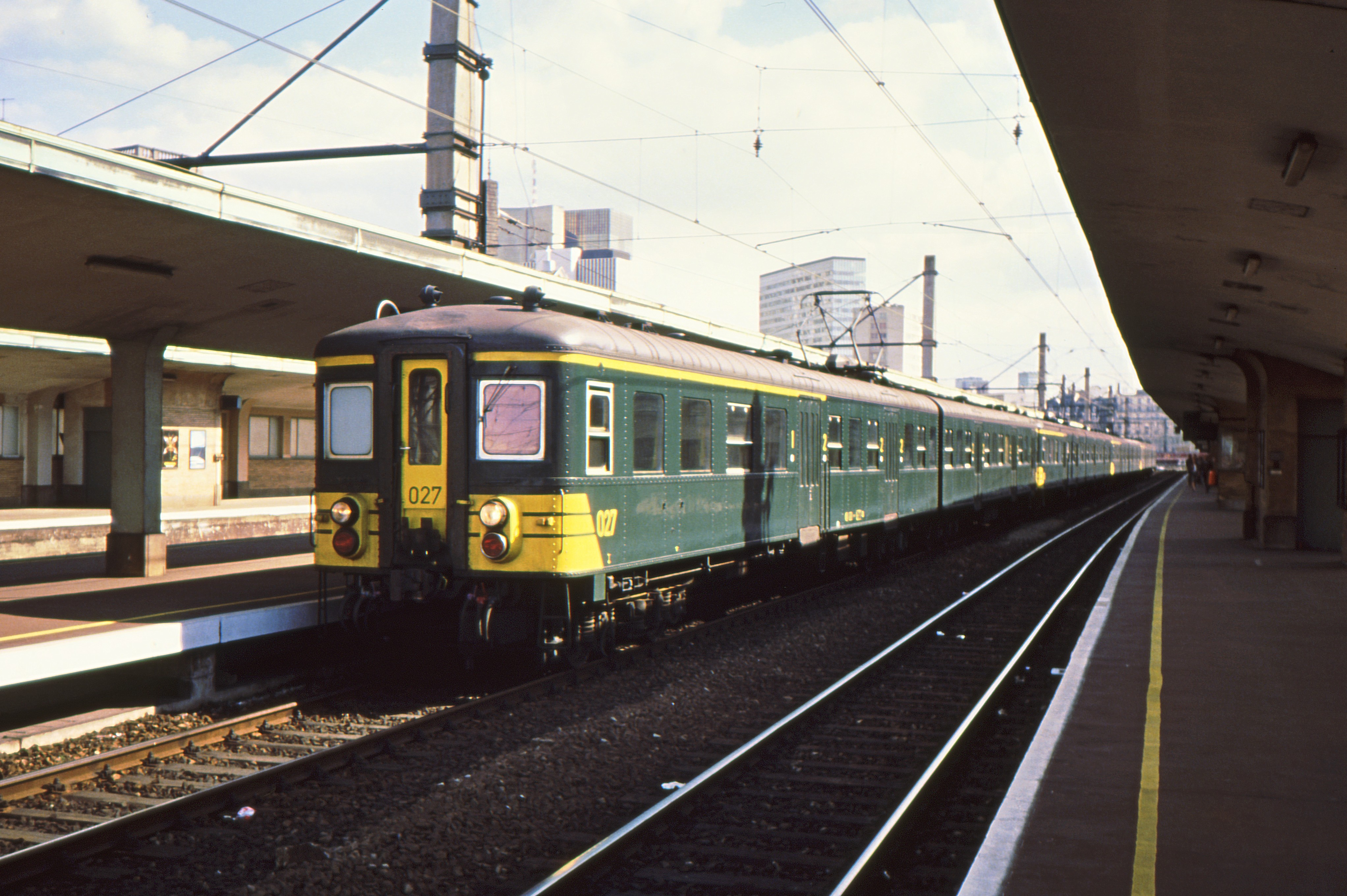
Belgisch klassiek motorstel AM50

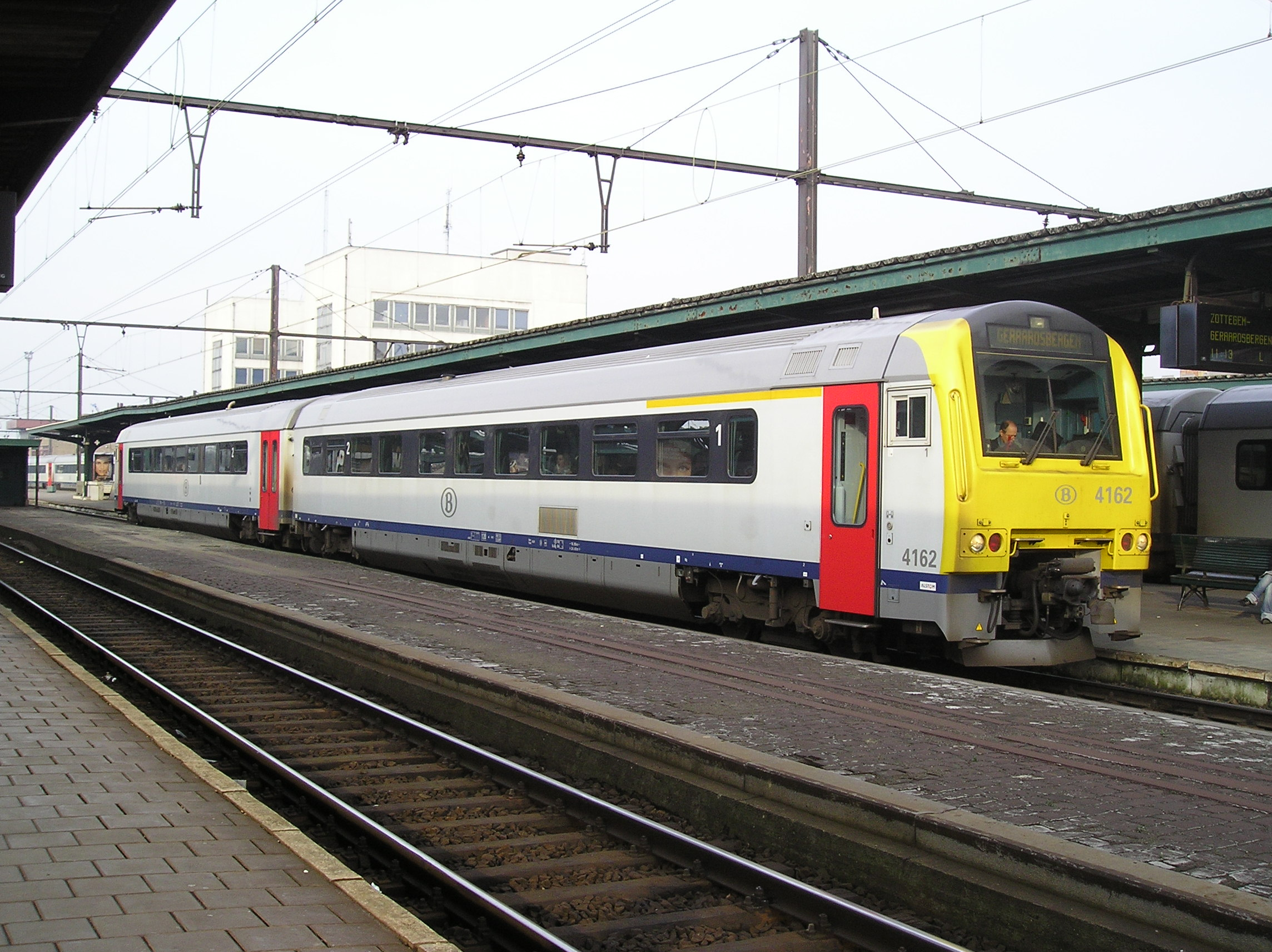
Belgisch dieselhydraulisch treinstel reeks 41

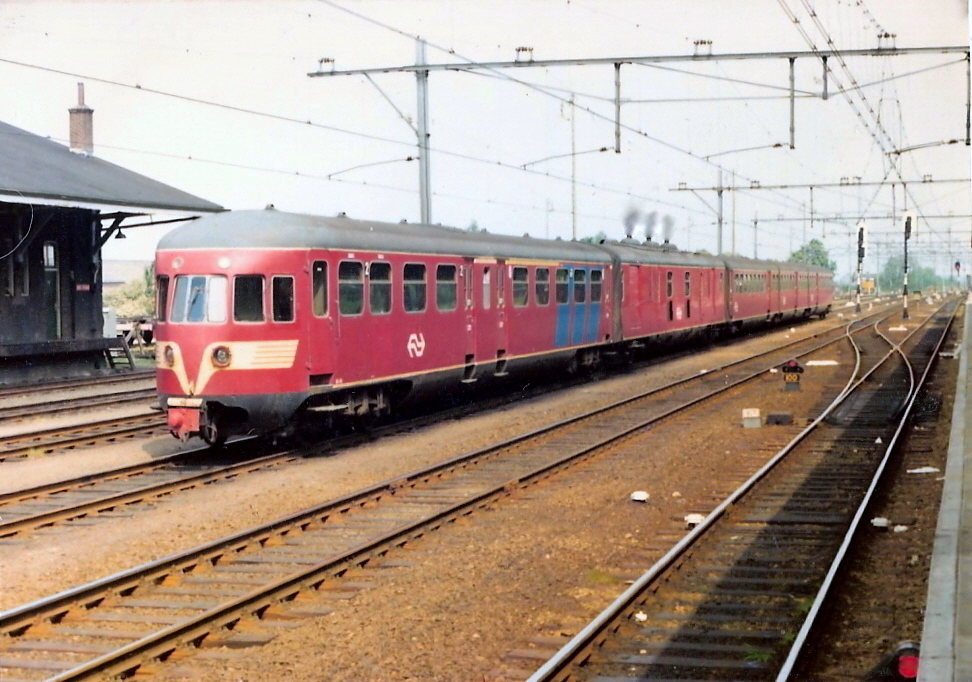
Nederlandse Dieselvijf

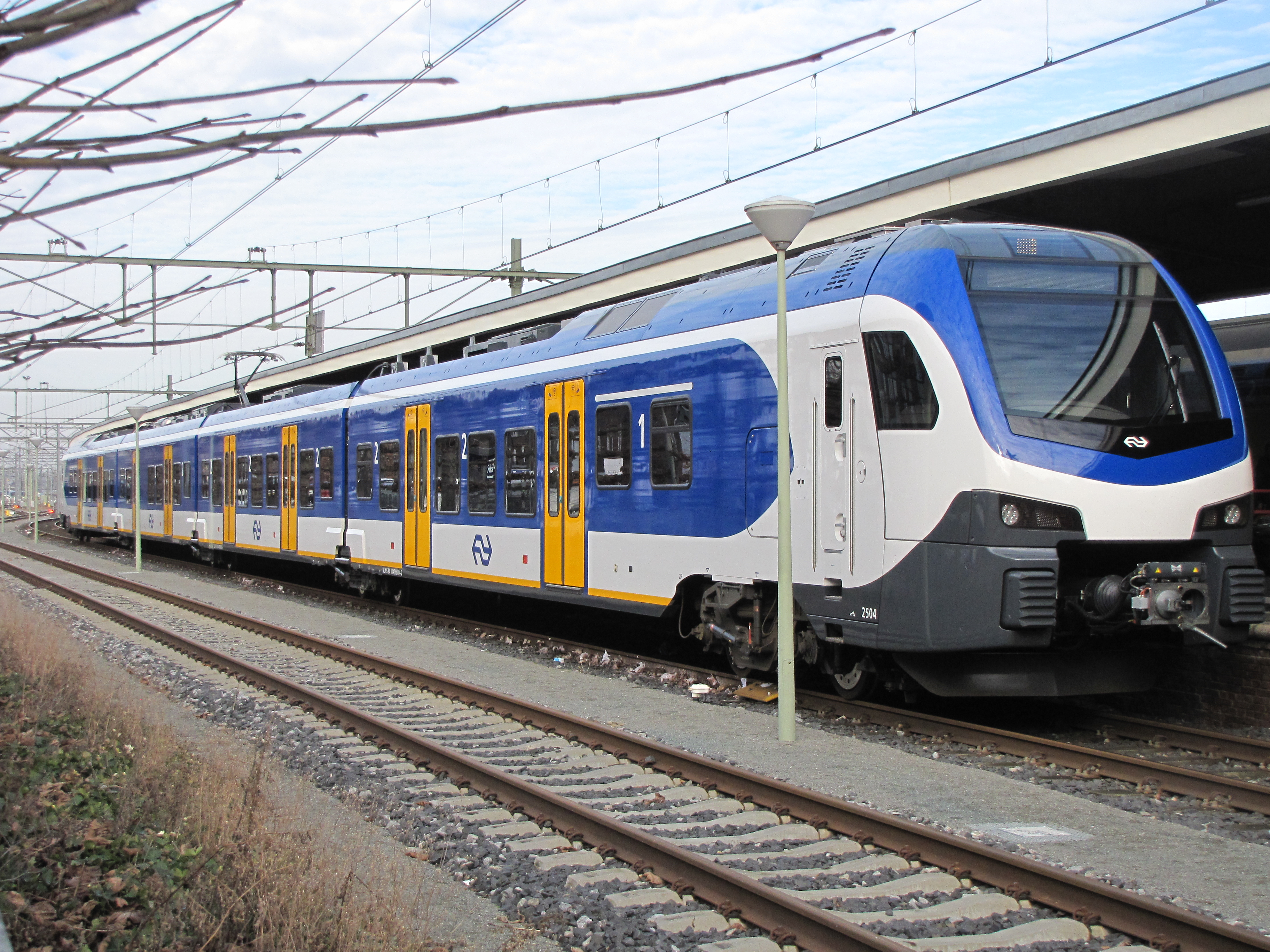
NS FLIRT-treinstel

Een treinstel, ook wel gekend als een motorstel of motorrijtuig, is een vaste combinatie van bakken (starre delen), in de zin dat koppelen en ontkoppelen van de bakken bewerkelijk is en alleen in een werkplaats kan. Het geheel heeft eigen aandrijving en twee stuurstanden. Treinstellen kunnen bij het eindstation gemakkelijk kopmaken (van richting veranderen). Bij sommige treinstellen is de aandrijving verdeeld over het hele treinstel (zoals bij de Nederlandse Plan V en de Belgische Klassiek motorstel) en bij andere (zoals de driedelige Koploper) in één rijtuig.
Vaak zijn treinstellen voorzien van automatische koppelingen (zoals Scharfenbergkoppelingen en de GF-koppeling) met elektrische en pneumatische verbindingen, die het mogelijk maken twee of meer stellen in treinschakeling te laten rijden, waarbij alle functies identiek vanuit één machinistencabine worden uitgevoerd. Dit is overigens ook mogelijk met orthodoxe koppelingen, maar door de dan benodigde extra snoeren en luchtslangen is dat minder eenvoudig. Dankzij de vlotte koppeling en ontkoppeling kan voor en na het spitsuur de treinlengte worden aangepast aan de drukte. Bovendien bestaat de mogelijkheid dat een aantal treinstellen op een deel van het traject gecombineerd als één trein rijden. Met een traditionele (getrokken) trein is dat veel minder eenvoudig.
Treinstellen kunnen worden aangedreven door dieselmotoren (dieselhydraulisch of dieselmechanisch treinstel), met elektromotoren (elektrisch treinstel) of met een combinatie van beide (dieselelektrisch). Bij elektrische treinstellen zijn, naast de overheersende methode die de stroom continu van de bovenleiding (of een derde rail) haalt, ook varianten met brandstofcellen (waterstoftrein, sinds 2017) en/of accu's (accutrein) in opmars, ter vervanging van de dieselversies.
Lichte (diesel)treinstellen worden ook wel light trains genoemd.
Als een treinstel uit maar één rijtuig bestaat wordt het een motorrijtuig genoemd.
De Belgische spoorwegmaatschappij NMBS gebruikt de term motorrijtuig (afgekort MR) als term voor hun treinstellen, in plaats van de oudere term motorstel. 
Treinstellen van de Nederlandse materieeltypes DD-AR en IRM worden vanwege het gemak waarmee de rijtuigen uitgewisseld kunnen worden treinstammen genoemd.
De motoren van een treinstel bevinden zich in een of meer van de rijtuigen. Vaak zijn ze nauwelijks zichtbaar. Bij een elektrisch treinstel bevinden ze zich meestal, maar niet altijd, in de rijtuigen met de stroomafnemers. De motoren zijn bedoeld voor dat ene treinstel en daarom veel minder krachtig dan de motoren in een losse locomotief, die immers voor een zware trein kan worden ingezet. Worden treinstellen gekoppeld tot een langere trein, dan brengt elk treinstel zijn eigen motoren mee.

## Belgische treinstellen
- Klassiek motorstel (de twee'tjes-tweeledige-klassiekje): 2-delig elektrisch treinstel
- MS75 (vierledige-varkensneus-hondekop): 4-delig elektrisch treinstel
- MS80 (Break-sneltrein): 3-delig elektrisch treinstel (was oorspronkelijk 2-delig)
- MS86 (Sprinter-Duikbril): 2-delig elektrisch treinstel
- MS96 (DMT-Deense Neus): 3-delig elektrisch treinstel
- MS08 (Desiro): nieuw 3-delig elektrisch treinstel
- MW41 (Buskes-Wasmachine): 2-delig dieselhydraulisch treinstel.